# Braslovče
Braslovče este o localitate din comuna Braslovče, Slovenia, cu o populație de 371 de locuitori.